# 2716 Tuulikki
A 2716 Tuulikki (ideiglenes jelöléssel 1939 TM) a Naprendszer kisbolygóövében található aszteroida. Yrjö Väisälä fedezte fel 1939. október 7-én.